# Danh sách phim anime có doanh thu trên 10 tỉ yên tại Nhật Bản

Biểu đồ cột so sánh doanh thu các phim trong danh sách. Các cột màu xanh thể hiện các phim của đạo diễn Miyazaki Hayao và Studio Ghibli

Dưới đây là danh sách các phim anime có doanh thu phòng vé trên 10 tỉ yên tại thị trường Nhật Bản.

## Lịch sử
Tại Nhật Bản, 10 tỉ yên doanh thu nội địa thường được xem là bức tường đánh dấu các tác phẩm bom tấn. Phim hoạt hình đầu tiên của Nhật Bản vượt qua được mốc này là Mononoke Hime do đạo diễn Miyazaki Hayao thực hiện vào năm 1997. 4 năm sau đó, tác phẩm tiếp theo của ông là Sen và Chihiro ở thế giới thần bí cũng vượt qua mốc này, và trở thành phim có doanh thu cao nhất mọi thời đại tại đất nước mặt trời mọc khi thu về tổng cộng hơn 30 tỉ yên. Ba phim kế tiếp được vị đạo diễn huyền thoại này thực hiện trước khi ông nghỉ hưu cũng lần lượt đạt doanh thu 19,6 tỉ yên (Lâu đài bay của pháp sư Howl - 2004), 15,5 tỉ yên (Gake no Ue no Ponyo - 2008) và 12,02 tỉ yên (Kaze Tachinu - 2013). Vì thế, cột mốc 10 tỉ yên doanh thu phòng vé từng được xem là thánh địa dành riêng cho các phim anime của Miyazaki Hayao và Studio Ghibli. Tuy nhiên, bộ phim Your Name – Tên cậu là gì? của đạo diễn Shinkai Makoto ra mắt vào tháng 8 năm 2016 đã nhanh chóng vượt qua mốc này, trở thành phim anime đầu tiên không phải của Miyazaki Hayao và Studio Ghibli thu về hơn 10 tỉ yên tại thị trường Nhật Bản.

## Danh sách
| Thứ hạng | Tựa đề                            | Doanh thu (tỷ JP¥) | Năm  | Hãng sản xuất    | Đạo diễn       | Tham khảo |
| -------- | --------------------------------- | ------------------ | ---- | ---------------- | -------------- | --------- |
| 01       | Sen và Chihiro ở thế giới thần bí | 30,40              | 2001 | Studio Ghibli    | Miyazaki Hayao | [ 19 ]    |
| 02       | Your Name – Tên cậu là gì?        | 25,03              | 2016 | CoMix Wave Films | Shinkai Makoto | [ 20 ]    |
| 03       | Lâu đài bay của pháp sư Howl      | 19,60              | 2004 | Studio Ghibli    | Miyazaki Hayao | [ 8 ]     |
| 04       | Mononoke Hime                     | 19,30              | 1997 | Studio Ghibli    | Miyazaki Hayao | [ 8 ]     |
| 05       | Gake no Ue no Ponyo               | 15,50              | 2008 | Studio Ghibli    | Miyazaki Hayao | [ 21 ]    |
| 06       | Kaze Tachinu                      | 12,02              | 2013 | Studio Ghibli    | Miyazaki Hayao | [ 22 ]    |